# Pat Driscoll

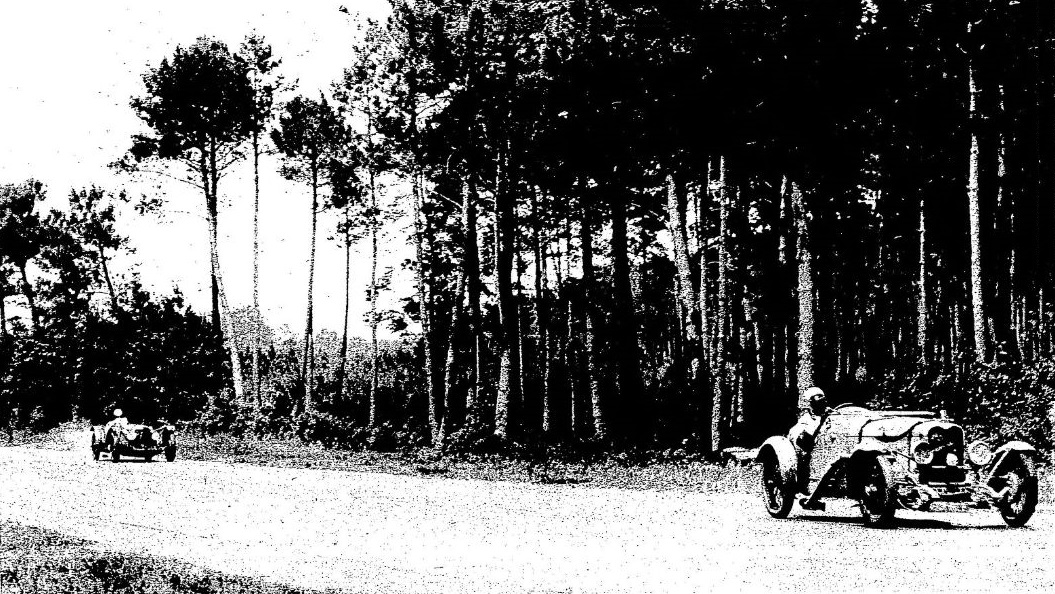
Der Aston Martin 1½ Le Mans von Augustus Bertelli und Pat Driscoll (links) beim 24-Stunden-Rennen von Le Mans 1932

Leonard Patrick „Pat“ Driscoll (* 5. Dezember 1900 in Chiswick; † 8. Juni 1983 in Hayling Island) war ein britischer Autorennfahrer.

## Karriere als Rennfahrer
Pat Driscoll war in den 1930er-Jahren als Rennfahrer aktiv. Als Verkaufsberater des Motorradherstellers Norton kam er durch seine Besuche in Brooklands mit dem Motorsport in Berührung. 
Mit seinem privaten Lea Francis Hyper S startete er 1930 bei mehreren Veranstaltungen in Brooklands und wurde Gesamtelfter beim 2 × 12-Stunden-Rennen von Brooklands. Als Werksfahrer von Aston Martin und Austin startete er insgesamt dreimal beim 24-Stunden-Rennen von Le Mans. Nach einem siebten Rang mit Partner Augustus Bertelli im Aston Martin 1½ Le Mans 24-Stunden-Rennen von Le Mans 1932 erreichte er ein Jahr später gemeinsam mit Clifton Penn-Hughes den fünften Endrang und den Sieg in der Rennklasse bis 1,5 Liter Hubraum. Der Einsatz im Austin 7 endete 1935 mit einem Ausfall.

## Statistik

### Le-Mans-Ergebnisse
| Jahr | Team                 | Fahrzeug                | Teamkollege         | Platzierung            | Ausfallgrund           |
| ---- | -------------------- | ----------------------- | ------------------- | ---------------------- | ---------------------- |
| 1932 | Aston Martin Ltd.    | Aston Martin 1½ Le Mans | Augustus Bertelli   | Rang 7                 |                        |
| 1933 | Aston Martin Ltd.    | Aston Martin 1½ Le Mans | Clifton Penn-Hughes | Rang 5 und Klassensieg |                        |
| 1935 | Austin Motor Company | Austin 7                | Don Parish          | Ausfall                | Leck im Treibstofftank |